# 宽叶十万错
宽叶十万错（学名：Asystasia gangetica），又稱赤道櫻草，爵床科十万错属多年生草本植物
高約0.5米。莖4棱、向上伸延。葉對生，葉柄長1至4厘米，葉片呈卵形至橢圓形，長5至11厘米，寬2至5厘米，全緣或具微小圓齒。在長3至4厘米的總狀花序上，排列出花蕾綻放至果實形成的不同步驟：基部的花早開及先結果，頂部的花最為晚開，花期為九月至翌年二月，花果並存的狀態最常見於12月至翌年2月。蒴果長圓形，長1.8至2厘米。種子2至4顆，邊緣無毛。

### 原產地
- 非洲、南亞 ( 印度 ) 、馬來西亞。

### 分佈
- 非洲、印度、亞洲、台灣、泰國、中南半島、馬來半島、中國大陸的雲南、廣東及香港。

## 亞种
- 寬葉十萬錯 （ ssp. gangetica）：原變種，原產亞洲及印度。花朵比較大，可達30–40 mm，且整朵花朵有白色、黃色、粉紅色、淡紫色、淡紫紅色、桃色等品種。
- 小花十萬錯（Asystasia micrantha)：原產非洲，于熱帶及亞熱帶地區逸為野生，生长于海拔1,000米以下地区。花冠長1.2至1.5厘米，花較原變種細，最長只有25 mm，白色、5裂、最下瓣中央有一片紫斑。

### 用途
小花十萬錯於熱帶非洲的肯尼亞和烏干達缺乏葉菜類時，充作蔬菜食用。傳至東南亞地區後，充作牧草。
在非洲作婦女分娩期間減緩陣痛的草藥，某些國家用來治療風濕和氣喘。
寬葉十萬錯：原變種於台灣稱赤道櫻草、赤道櫻花、〖活綠菜、枸杞菜、日本龍葵（台灣南部通稱）〗、日本黑子仔菜（台灣中北部通稱）、貴妃菜（野菜火鍋通稱）、日本枸杞、日本枸杞葉、寬葉馬偕花、中國紫蘿蘭，別名:十万錯、盜偷草、跌打草、烏甜菜、活力菜。充作蔬菜食用，也用它的莖、葉來做跌打損傷藥，治骨折、跌打腫痛、外傷出血和散瘀消腫。有清熱解毒、涼血止血、利濕通淋、消腫散瘀、接骨止血、通血脈、治血瘀、腫瘤、風寒感冒、傷風頭痛、咳嗽氣喘、胸悶嘔吐、胎動不安、心血管疾病的功效。主治感冒發燒、肺炎、支氣管炎、咽喉疼痛、肝炎、黃疸型肝炎、膽囊炎，濕熱瀉痢、泌尿系感染、小便淋痛、口腔潰瘍、白帶、腸風下血、痔瘡腫痛、皮膚紅腫、蜂窩組織炎、燒燙傷。
此花亦有斑葉栽培種，一般稱為：斑葉活力菜。是一種常見的園藝植物。

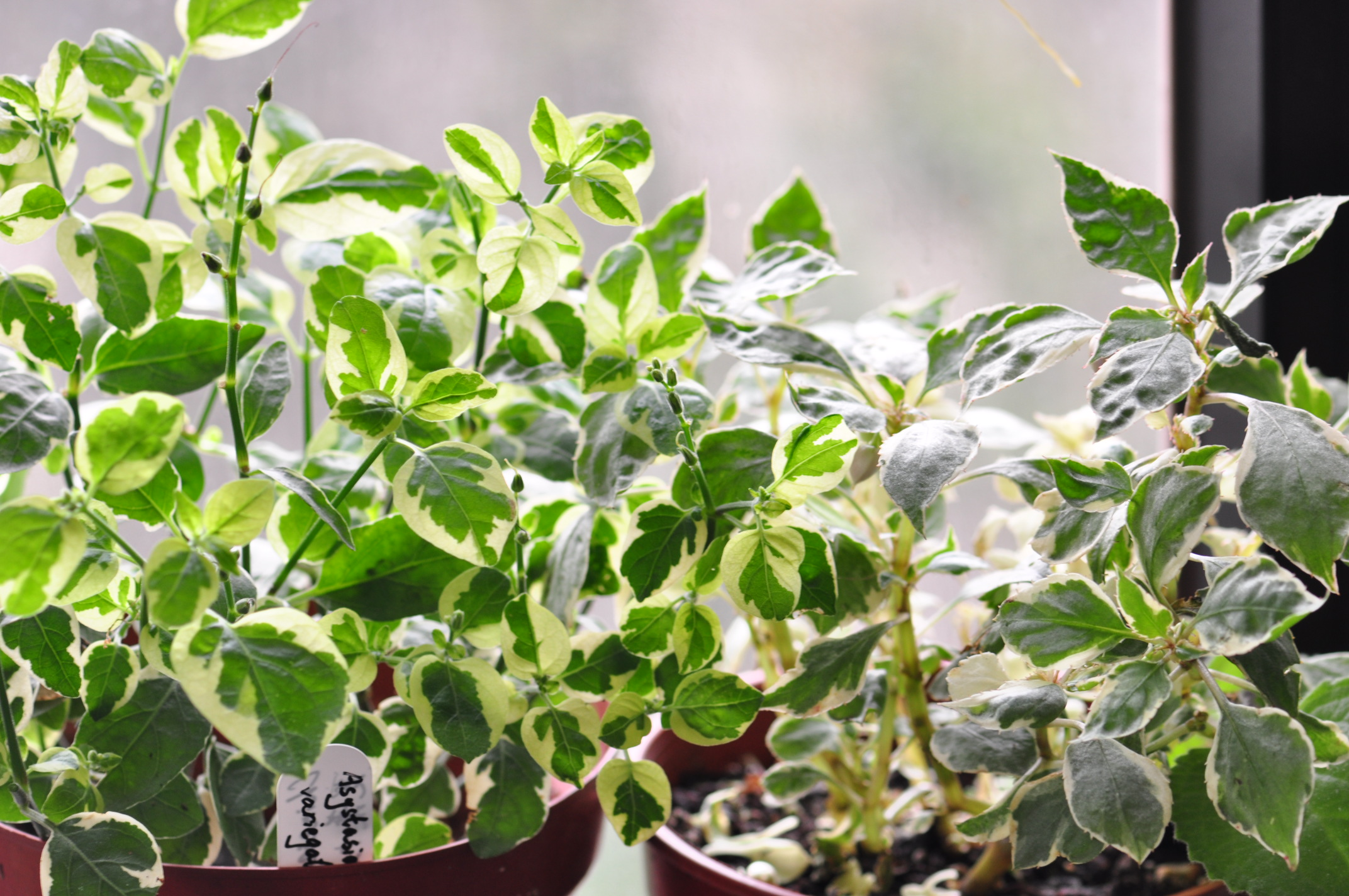
(左)斑葉寬葉十萬錯Asystasia gangetica 'Variegata' 和 (右)斑葉非洲鳳仙花 Impatiens walleriana'Variegata'

### 栽培
繁殖以播種、扦插法均可，容易成活。定植後約7～8週即可採收。一般經濟栽培採用扦插法繁殖，截取單節或雙節扦插於穴盤，保持濕潤即可，成活率極高，也可取長枝條直接扦插於畦面上，類似空心菜或葉用甘藷之種植方式，扦插後保持畦面濕潤，很容易成活。赤道櫻草生長快速，需肥量甚高，每採收2到3次可施一次有機質肥料，土壤經常保持濕度有助赤道櫻草之生長，使葉片大且嫩，品質較佳，赤道櫻草種植後，根系旺盛，可存活多年，每年冬季開花期只要去除地上部，再施用有機質肥料，就有如更新一般，春天將長出翠綠之新芽。赤道櫻草每公頃每次採收量約2500～3000公斤。冬季遇低溫，生長減緩，產量下降快速，且葉片容易轉成草綠色，為赤道櫻草生長較差之季節。植株高約可到16~50公分，花期：10月~隔年2月。
喜陽，也稍耐陰，在疏鬆肥沃排水性好的土壤中生長，適合在戶外或室內種植，容易栽培。

### 營養價值
營養成份豐富，有蛋白質（3.96公克/100公克）、類胡蘿蔔素（3.36毫克/100公克）、維生素E（4.4毫克/100公克）、鐵（5.7毫克/100公克）等，抗氧化活性強。嫩梢、嫩葉味道清新、獨具一格，又富含營養價值，別稱「活力菜」。可煮蛋花湯、煎蛋，或做小吃，如碗粿、水餃。也可製成紫羅蘭捲、櫻草粥、薑絲櫻草、香吻櫻草湯等，烹飪方式如同一般蔬菜，可熱炒或慢火燜煨，營養成分豐富，並不會隨季節變化而不同。